# Rue Jean-Chatel
Pour les articles homonymes, voir Chatel.
La rue Jean-Chatel est une rue importante de Saint-Denis, le chef-lieu de l'île de La Réunion.

## Situation et accès
Elle traverse le centre-ville en descendant le quartier du Barachois et donc vers la mer selon un axe sud-nord. Parallèle à la grande voie historique qu'est la rue de Paris, située un pâté de maisons plus à l'ouest.

## Origine du nom
Cette rue rend honneur à Jean Chatel, ancien maire de la commune.

## Historique
Cette rue s'est autrefois appeléerue du Barachois, avant de prendre sa dénomination actuelle.

## Bâtiments remarquables et lieux de mémoire
- 1, rue Jean-Chatel : Caserne d'artillerie, inscrite le 9 mai 2006.
- Angle de la rue Sarda Garriga : Ancien génie militaire, inscrit le 3 avril 2007.
- Angle de la rue Rontaunay : Palais Rontaunay, inscrit le 26 juin 1997.
- 18, rue Jean-Chatel : Maison des notaires, inscrite le 29 mars 1996.
- 37, rue Jean-Chatel : Magasin Aubinais, inscrit le 25 mars 1994.
- 44, rue Jean-Chatel : Maison Tessier, inscrite le 29 mars 1996.

### Sièges sociaux
- 1, rue Jean-Chatel : anciennement Réunion 1re (radio) et Réunion 1re (télévision).
- 27, rue Jean-Chatel : Banque de la Réunion.
- 63, rue Jean-Chatel : Des Bulles dans l'Océan.